# Famille Borel de Brétizel
Pour les articles homonymes, voir Borel.
La famille Borel de Brétizel est une famille de la noblesse française subsistante, originaire de Picardie. 
En 1931, elle ajoute à son patronyme originel le nom d'une branche éteinte de la famille de Rambures.

## Histoire
Cette famille a été anoblie dans la deuxième moitié du XVIIIe siècle en la personne d'Eustache-Louis Borel de Brétizel qui fut anobli par ses fonctions. Il fut président et lieutenant général au bailliage et siège présidial de Beauvais, il fut nommé en 1760 conseiller auditeur en la Chambre des comptes de Paris, puis conseiller d'État.

## Personnalités
- Pierre Borel, lieutenant général au bailliage et siège présidial de Beauvais, maire de Beauvais de 1647 à 1650
- Eustache-Louis Borel de Brétizel, lieutenant général au bailliage et siège présidial de Beauvais, nommé en 1760 conseiller auditeur en la Chambre des comptes de Paris, conseiller d'État
- Durand Borel de Brétizel (1764-1839), magistrat, député de l'Oise de 1797 à 1799, puis de 1817 à 1823, président du Conseil général de l'Oise de 1820 à 1822, puis de 1828 à 1829
- Octave Louis Borel de Brétizel (1802-1870), conseiller à la Cour de cassation, secrétaire des commandements de la reine Marie-Amélie de Bourbon-Siciles, femme du roi Louis-Philippe Ier
- René-Léon Borel de Brétizel (1805-1866), général de brigade, officier d'ordonnance et aide de camp de Louis d'Orléans, duc de Nemours, l'un des fils du roi Louis-Philippe Ier
- Louis Borel de Brétizel (1843-1932), contre-amiral et major général de la Marine à Cherbourg
- Jean-Louis Borel de Brétizel de Rambures (1930-2006), journaliste, écrivain, interprète et attaché culturel

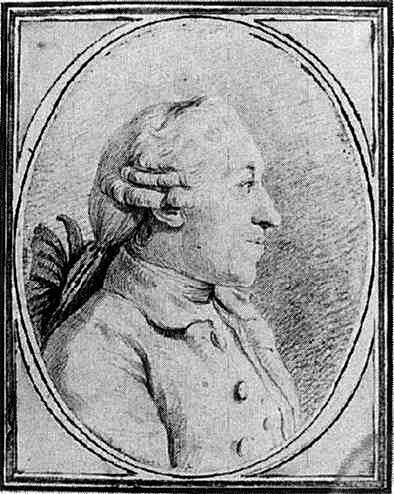
Eustache Louis Borel de Brétizel
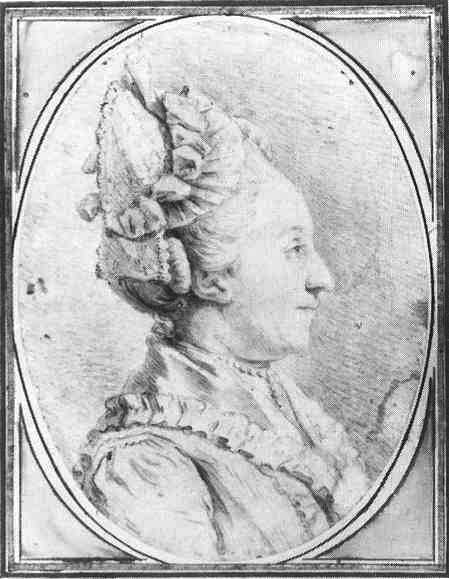
Mme Eustache Louis Borel de Brétizel, née Marie Françoise de Malinguehen
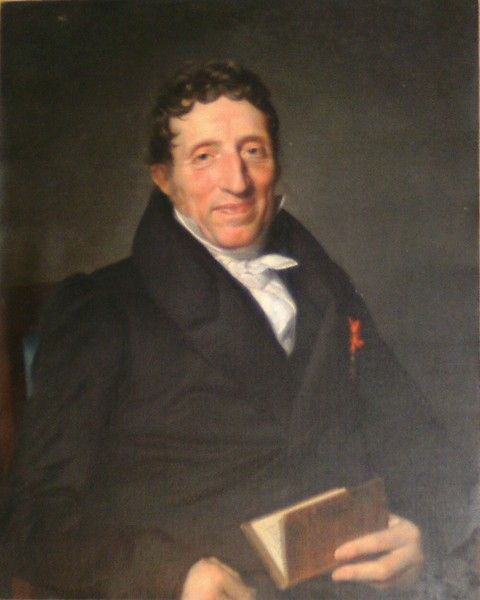
Durand Borel de Brétizel (1764-1839)
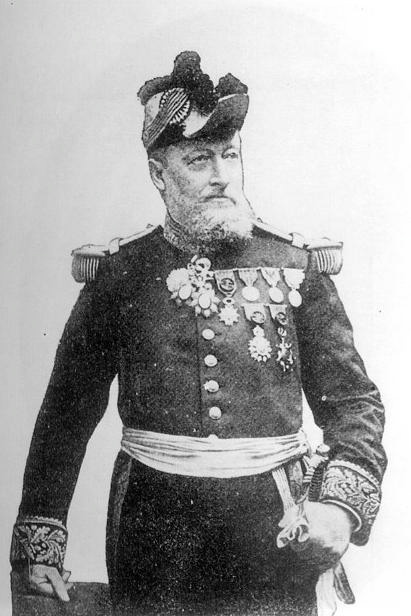
Louis Borel de Brétizel (1843-1932)
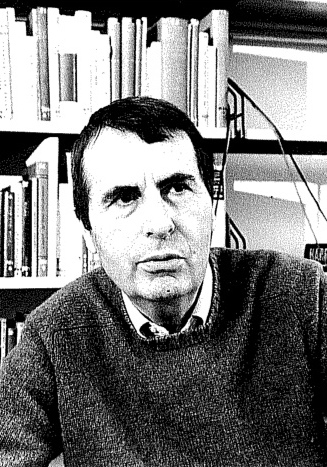
Jean-Louis Borel de Brétizel de Rambures (1930-2006)

## Alliances
Les principales alliances de la famille de Borel de Brétizel sont : de Fontanges, Foy, Paumart, Poquelin, de Malinguehen, Séguier, de Lagrené, de Nully d'Hécourt, de Blic, Onfroy de Bréville, de Catheu, Aux Cousteaux de Marguerie, de Guillebon, de Cacqueray, du Passage, Bosquillon de Jenlis, Le Mareschal, Bernard de Meurin, Fain, du Breil de Pontbriand, de Martimprey, de Cholet, de Barbier de La Serre, Lescuyer de Savignies, de Villardi de Quinson de Montlaur (1933), Balsan.